# Ituri
 For alternative betydninger, se Ituri (flertydig). (Se også artikler, som begynder med Ituri (flertydig))
Ituri  er en provins i Den Demokratiske Republik Congo. Den er en af de 21 provinser, der blev oprettet ved opdelingen i 2015. Provinserne Ituri, Bas-Uele, Haut-Uele, og Tshopo er resultatet af opsplitningen af den tidligere provins Orientale. Ituri blev dannet af Ituri-distriktet, hvis by Bunia blev ophøjet til provinshovedstad.

## Geografi
Ituri regnskoven ligger i dette område nordøst for Iturifloden og på vestsiden af Albertsøen. Det har grænser til Uganda og Sydsudan.
Ituri er en region på et højt plateau (2.000-5.000 meter), der har en stor tropisk skov, men også savannelandskab. Provinsen har en sjælden fauna, herunder okapier der er Congos nationaledyr. Hvad angår flora, er en vigtig art Mangongo, hvis blade bruges af Mbuti til at bygge deres hjem.

## Territorier
Dens fem administrative territorier er:
- Aru (6.740 km2)
- Djugu (8.184 km2)
- Irumu (8.730 km2)
- Mahagi (5.221 km2)
- Mambasa (36.783 km2)

## Økonomi
Kilo-Moto guldminerne ligger delvist i Ituri. I begyndelsen af det 21. århundrede er der fundet oliereserver af Heritage Oil og Tullow Oil ved bredden af Albertsøen.